# Molophilus (Molophilus) improcerus
Molophilus (Molophilus) improcerus is een tweevleugelige uit de familie steltmuggen (Limoniidae). De soort komt voor in het Australaziatisch gebied.